# Lorne Henning
Lorne Henning, född 22 februari 1952, är en kanadensisk före detta professionell ishockeyspelare som tillbringade nio säsonger i den nordamerikanska ishockeyligan National Hockey League (NHL), där han spelade för ishockeyorganisationen New York Islanders. Han producerade 184 poäng (73 mål och 111 assists) samt drog på sig 102 utvisningsminuter på 544 grundspelsmatcher. Henning spelade också på lägre nivåer för New Haven Nighthawks i American Hockey League (AHL), Fort Worth Texans i Central Hockey League (CHL) och Estevan Bruins och New Westminster Bruins i Western Canada Hockey League (WCHL).
Han draftades i andra rundan i 1972 års draft av Islanders som 17:e spelare totalt.
Henning var delaktig i Islanders dynastilag som vann fyra raka Stanley Cup-titlar för säsongerna 1979–1980 (som spelare), 1980–1981 (som spelande assisterande tränare), 1981–1982 och 1982–1983 (båda två som assisterande tränare).
Han var också tränare för Minnesota North Stars (1985–1987) och Islanders (1994–1995 och 2001).

## Statistik

### Spelare
| 1968–1969    | Estevan Bruins         | WCJHL        | 60  | 27  | 27  | 54  | 20  | 10 | 3  | 3  | 6  | 0  |
| 1969–1970    | Estevan Bruins         | WCJHL        | 60  | 40  | 52  | 92  | 33  | 5  | 1  | 1  | 2  | 0  |
| 1970–1971    | Estevan Bruins         | WCJHL        | 66  | 64  | 66  | 130 | 41  | 7  | 5  | 10 | 15 | 7  |
| 1971–1972    | New Westminster Bruins | WCJHL        | 60  | 51  | 63  | 114 | 29  | 5  | 3  | 1  | 4  | 7  |
| 1972–1973    | New York Islanders     | NHL          | 63  | 7   | 19  | 26  | 14  | —  | —  | —  | —  | —  |
|              | New Haven Nighthawks   | AHL          | 4   | 0   | 2   | 2   | 2   | —  | —  | —  | —  | —  |
| 1973–1974    | New York Islanders     | NHL          | 60  | 12  | 15  | 27  | 6   | —  | —  | —  | —  | —  |
|              | Fort Worth Texans      | CHL          | 8   | 4   | 6   | 10  | 4   | —  | —  | —  | —  | —  |
| 1974–1975    | New York Islanders     | NHL          | 61  | 5   | 6   | 11  | 6   | 17 | 0  | 2  | 2  | 0  |
| 1975–1976    | New York Islanders     | NHL          | 80  | 7   | 10  | 17  | 16  | 13 | 2  | 0  | 2  | 2  |
| 1976–1977    | New York Islanders     | NHL          | 80  | 13  | 18  | 31  | 10  | 12 | 0  | 1  | 1  | 0  |
| 1977–1978    | New York Islanders     | NHL          | 79  | 12  | 15  | 27  | 6   | 7  | 0  | 0  | 0  | 4  |
| 1978–1979    | New York Islanders     | NHL          | 73  | 13  | 20  | 33  | 14  | 10 | 2  | 0  | 2  | 0  |
| 1979–1980    | New York Islanders     | NHL          | 39  | 3   | 6   | 9   | 6   | 21 | 3  | 4  | 7  | 2  |
| 1980–1981    | New York Islanders     | NHL          | 9   | 1   | 2   | 3   | 24  | 1  | 0  | 0  | 0  | 0  |
| NHL totalt   | NHL totalt             | NHL totalt   | 544 | 73  | 111 | 184 | 102 | 81 | 7  | 7  | 14 | 8  |
| AHL totalt   | AHL totalt             | AHL totalt   | 4   | 0   | 2   | 2   | 2   | —  | —  | —  | —  | —  |
| CHL totalt   | CHL totalt             | CHL totalt   | 8   | 4   | 6   | 10  | 4   | —  | —  | —  | —  | —  |
| WCJHL totalt | WCJHL totalt           | WCJHL totalt | 246 | 182 | 208 | 390 | 123 | 27 | 12 | 15 | 27 | 14 |

### Tränare
| Lag                   | År        | Grundserie | Grundserie | Grundserie | Grundserie | Grundserie      | Grundserie | Grundserie     | Slutspel                  |  |
| Lag                   | År        | Matcher    | Vinster    | Förluster  | Oavgjorda  | Övertidsvinster | Poäng      | Placering      | Resultat                  |  |
| --------------------- | --------- | ---------- | ---------- | ---------- | ---------- | --------------- | ---------- | -------------- | ------------------------- |  |
| Minnesota North Stars | 1985–1986 | 80         | 38         | 33         | 9          | –               | 85         | 2:a i Norris   | Förlorade i första rundan |  |
| Minnesota North Stars | 1986–1987 | 78         | 30         | 39         | 9          | –               | (69)       | 5:e i Norris   | Sparkad.                  |  |
| New York Islanders    | 1994–1995 | 48         | 15         | 28         | 5          | –               | 35         | 7:e i Atlantic | Missade slutspel.         |  |
| New York Islanders    | 2000–2001 | 17         | 4          | 11         | 2          | 0               | (52)       | 5:e i Atlantic | Missade slutspel.         |  |
| Totalt                | Totalt    | 223        | 87         | 111        | 25         | 0               | 241        |                |                           |  |